# Емануел Ласкер
Емануел Ласкер (Берлинхен, 24. децембар 1868 — Њујорк, 11. јануар 1941) немачки шахиста, математичар и филозоф.
Титулу првака света у шаху освојио је 1894. године победом у мечу са Вилхелмом Штајницом. На трону се задржао целих двадесет седам година, што ниједном играчу света није успело до данас. Титулу је за то време одбранио 7 пута, а изгубио је поразом у мечу са Хосе Раул Капабланком 1921. године. У његове велике победе спадају оне на турнирима у Лондону (1899), Ст. Петерсбургу (1896. и 1914) и Њујорку (1924). Увео је у шах психолошки приступ противнику. Повремено је напуштао шах да би се бавио математиком (докторирао 1902, постоји Ласкерова теорема у области вектора) и филозофијом. Први је тражио високе хонораре да не би, као претходници, умро сиромашан. Али, то се и њему догодило.